# Cristina Sebastião
Cristina Sebastião (26 de noviembre de 1974) es una deportista brasileña que compitió en judo. Ganó tres medallas en el Campeonato Panamericano de Judo entre los años 2001 y 2003.

## Palmarés internacional
| Campeonato Panamericano | Campeonato Panamericano         | Campeonato Panamericano | Campeonato Panamericano |
| Año                     | Lugar                           | Medalla                 | Categoría               |
| ----------------------- | ------------------------------- | ----------------------- | ----------------------- |
| 2001                    | Córdoba (Argentina)             | Medalla de bronce       | –70 kg                  |
| 2002                    | Santo Domingo (Rep. Dominicana) | Medalla de bronce       | –70 kg                  |
| 2003                    | Salvador (Brasil)               | Medalla de plata        | –70 kg                  |